# Kon'nichiwa Anne: Before Green Gables
Kon'nichiwa Anne: Before Green Gables (яп. こんにちは アン 〜Before Green Gables, Коннітіва Ан ~ Біфо Ґурін Ґейбурусу, укр. Привіт, Анно! Що було до Зелених Дахів) — аніме-серіал, створений на студії Nippon Animation в 2009 році за мотивами роману «Що було до Зелених Дахів» (Before Green Gables) канадської письменниці Бадж Вілсон. Є частиною серії «Кінотеатр світових шедеврів».
Прем'єра серіалу відбулася 5 квітня 2009 року. Серіал виходив в ефір щонеділі з 19:30 до 20:00 на телеканалі Fuji TV.

## Сюжет
Кінець XIX століття. У східній частині канадського півострова Нова Шотландія, у невеликому сільському містечку Болінгброка живе шестирічна Анна Ширлі. Вона втратила своїх батьків у дитинстві, після чого її взяла до себе Джоанна Томас — колишня служниця батьків Анни. День у день дівчинка змушена виконувати роботу по дому і вихованню дітей, але Анна не сумує, адже у неї є уява.

## Персонажі

### Родина Ширлі
Анна Ширлі (яп. アン・シャーリー, Ан Ся:рі:)
Головна героїня. 6 років. Коли їй було лише три місяці від народження, її батьки померли від черевного тифу і її взяла на виховання Джоанна Томас. За словами Джоани, ім'я Анна їй було дано Волтером на честь англійської королеви. Анна мрійниця, розумна для свого віку, але комплексує через руде волосся і веснянки. Вона дуже працьовита дитина, вміє вести господарство і піклується про дітей.
Берта Ширлі (яп. バーサー・シャーリー, Ба:са: Ся:рі:)
Мати Анни. Померла від черевного тифу, коли Анні було лише три місяці.
Волтер Ширлі (яп. ウォルター・シャーリー, Ворута: Ся:рі:)
Батько Анни. Помер від черевного тифу, коли Анні було три місяці, проживши довше Берти лише на чотири дні.

### Родина Томасів
Джоанна Томас (яп. ジョアンナ・トーマス, Дзьоанна То:масу)
Дружина Берта, до шлюбу Харріґан. Працювала економкою в будинку батьків Анни, а після того, як вони померли, взяла Анну до себе. Вічно втомлена від домашнього господарства і бідності. У неї суперечливі почуття до Анни — вона часто лає її, але в глибині душі я дуже любить. Після смерті Берта вона була змушена віддати Анну родині Геммондів.
Берт Томас (яп. バート・トーマス, Ба:то То:масу)
Глава родини Томасів. Страждає від алкоголізму, ледачий. Чи не затримується ні на одній роботі, через що не в змозі забезпечувати свою сім'ю. Бував жорстокий зі своєю дружиною. У молодості, ще до весілля, Берт та Джоанна були найкрасивішою та найпопулярнішою парою в місті.
Еліза Томас (яп. エリーザ・トーマス, Елі:за То:масу)
Старша донька Томасів. 17 років. Працювала швачкою в ательє. Єдина в сім'ї, хто ласкава з Анною. Анна дуже любить її і ставиться до неї як старша сестра, лише зрідка заздрячи світлому волоссю Елізи. Пізніше вона одружується з Роджером, найкрасивішим юнаком у місті. Обіцяє забрати Анну із собою в Лондон, але Джоанна і Роджер були проти цього, тому поїхала без неї. Наприкінці історії вона надсилає Анні лист, в якому пише, що назвала свою дочку на честь Анни.
Горас Томас (яп. ホーレス・トーマス, Хо:ресу То:масу)
Старший син Томасів. Часто дражнить Анну через її руде волосся.
Едвард Томас (яп. エドワード・トーマス, Едова:до То:масу)
Другий син Томасів. Також часто дражнить Анну.
Гаррі Томас (яп. ハリー・トーマス, Харі: То:масу)
Третій син Томасів.
Ной Томас (яп. ノア・トーマス, Ноа То:масу)
Молодший син Томас. Коли він народився, пологи в Джоани приймала Анна. Ім'я «Ной» йому також дала Анна. Дуже прив'язаний до неї.

### Місто Болінброк
Джессі (Макінтайр) Глісон (яп. ジェシー・（マッキンタイア）・グレッソン, Дзесі: (Маккінтайя) Ґурессон)
Колись була близькою подругою Берти, матері Анни. Після того, як випадково зустріла Анну, вирішує удочерити її, однак Джоанна відмовилася віддати дівчинку. У той час, коли Берта померла, Джессі переживала смерть дочки і не була готова взяти на себе відповідальність за виховання Анни.
Пані Мінтон (яп. ミントン, Мінтон)
Літня жінка, яка управляє бізнесом по кредитуванню золота в Болінброку. Вона подарувала Анні кошеня, якого та назвала Лохінвар.
Після ранньої смерті своєї доньки, вона довгий час була дуже відлюдною. Проте поступово змінюється завдяки Анні.
Роджер Емерсон (яп. ロジャー・エマーソン, Родзя: Ема:сон)
Найкрасивіший хлопець у Болінгброку, популярний серед дівчат. Подружився з Елізою і, всупереч волі свого батька, одружився з нею та поїхав з нею в Лондон.
Мері Емерсон (яп. メアリー・エマーソン, Меарі: Ема:сон)
Сестра Роджера. Дівчинка того ж віку, що і Анна, однак вона егоїстична і не любить вчитися.

### Місто Мерісвілл
Мелісса Хендерсон (яп. メリッサ・ヘンダーソン, Мерісса Хенда:сон)
Нова вчителька, яка приїхала в Мерісвілл приблизно в той же час, що і Анна. Називала Анну «Соняшником». Фемінмстічних поглядів. Завдяки Анні вона знайомиться з Еггманом, з яким вони надалі закохуються, обручаются і залишають Мерісвілл. Вони хотіли удочерити Анну, але та в підсумку відмовилася, тому що не могла залишити Томасів. Пізніше вони відвідують сиротинець, знову бажаючи удочерити Анну, проте вони поважають бажання Анни поїхати на острів Принца Едварда.
Еггман (яп. エッグマン, Еґґуман)
Продавець яєць, який живе в хатині в лісі, неподалік від Мерісвілля. Його справжнє ім'я — Роберт Джонсон (його прізвисько походить від англійського «Egg Man». Він також грає на віолончелі і пише картини. Завдяки Анні він знайомиться з Мелісою, в яку закохується і робить їй пропозицію. Він знайшов, що в Анни багата уява і подружився з нею.
Мілдред Прімсон (яп. ミルドレッド・プリムソン, Мірудореддо Пурімусон)
Донька мера Мерісвілля, однокласниця Анни. Світловолоса дівчинка. Дуже турбується про свою популярність у школі.
Рендольф МакГевін (яп. ランドルフ・マクギャバン, Рандоруфу Макуґябан)
Однокласник Анни. Мріє стати фермером.
Седі (яп. サディ, Саді)
Однокласниця Анни та її подруга. Оскільки її батько помер, а мама хворіє, вона змушена піклуватися про свою сім'ю, тому може по кілька днів пропускати школу. Подарувала Анні стрічки рожевого кольору.
Саллі (яп. サリー, Сарі:)
Подруга Мілдред.

### Родина Геммондів
Кендрік Геммонд (яп. ケンドリック・ハモンド, Кендорікку Хамондо)
Людина, яка взяла Анну до себе, щоб вона няньчила його шістьох дітей (після приїзду Анни в сім'ї народжується ще одна пара близнюків). Працює на тартаку. Коли він прийшов забрати Анну, то представився «директором лісопилки», але насправді там просто немає інших працівників.
Основною причиною, чому він взяв Анну, було те, що їй не потрібно платити. Через рік після того, як Анна приїхала в сім'ю Геммонд, він раптово помирає від серцевого нападу.
Шарлотта Геммонд (яп. シャーロット・ハモンド, Ся:ротто Хамондо)
Дружина Кендрика. Втомилася від постійних пологів через які її здоров'я постійно погіршується.
Елла Геммонд (яп. エラ・ハモンド, Ера Хамондо)
Старша донька Геммондів. Має кучеряве волосся.
Герті Геммонд (яп. ガーティ・ハモンド, Ґа:ті Хамондо)
Друга донька Геммондів. Часто плаче.
Томмі та Джіммі Геммонд (яп. トミー・ハモンド / ジミー・ハモンド, Томі Хамондо/Дзімі: Хамондо)
Старші сини Геммондів. Перша пара близнюків.
Джордж та Хьюго Геммонд (яп. ジョージ・ハモンド / ヒューゴ・ハモンド, Дзьо:дзі Хамондо/Хю:ґо Хамондо)
Другі сини Геммондів. Друга пара близнюків. У Джорджа є родимка за вухом.
Родерік та Джулі Анна Геммонд (яп. ロデリック・ハモンド / ジュリー・アナ・ハモンド, Родерікку Хамондо/Дзюрі: Ана Хамондо)
Третя пара близнюків. Народилися відразу після того, як Анна приїхала в будинок Геммондів. Хлопчик та дівчинка.

### Сиротинець
Емі Карлайл (яп. エイミー・カーライル, Еймі Ка:райру)
Директорка сиротинця. Сувора жінка середніх років. У віці 13 років вона сама поступила в сиротинець, і в той час любов і підтримка, що виходили від тодішньої директорки (яка пізніше удочерила Емі), формують її віру. До удочеріння її звали Емі Томпсон. До надходження в сиротинець піддалася психологічному насильству.
Пані Кейл (яп. ケール, Ке:ру)
Вчителька у сиротинці.
Джозеф Кенсінгтон (яп. ジョセフ・ケンジントン, Дзьосефу Кендзінтон)
Працівник сиротинця.
Една Годфрі (яп. エドナ・ゴドフリー, Едона Ґодофурі:)
Вихованка сиротинця. Їй 11 років. У неї світле волосся, зав'язане в хвостик стрічкою фіолетового кольору. Очима пішла в батька.
Тиха і беземоційна. Коли їй було 7 років, мама залишила її в сиротинці. Ніколи не розлучається з лялькою на ім'я Джуді, котру зробила її мати, і часто розмовляє з нею. Володіє однаково обома руками, але частіше користується лівою рукою.
Кеті Меган (яп. キャシー・メーガン, Кясі: Ме:ґан)
Одна з вихованок сиротинця. Товста дівчинка. Дражнить Анну за руде волосся.
Ніна Сміт (яп. ニーナ・スミス, Ні:на Сумісу)
Одна з вихованок сиротинця. У неї коротке каштанове волосся. Вона груба і часто дражнить Анну і Тессу.
Еллен (яп. エレン, Ерен)
Одна з вихованок сиротинця. Носить у волоссі зелену стрічку.
Тесса (яп. テッサ, Тесса)
Одна з вихованок сиротинця. Хитра маленька дівчинка з егоїстичним характером. Її батьки загинули і вона дуже сумує за ним. Пізніше подружилася з Анною.
Делла (яп. デラ, Дера)
Маленька дівчинка, яку підкинули в притулок. Тесса дала їй ім'я «Делла» в честь своєї матері. У неї темне волосся і родимка на лобі. У сиротинці існувало правило, згідно з яким діти у віці до 5 років не приймалися, але в довколишній лікарні не було місця, тому як виняток було прийнято маля. Після цього обов'язки за доглядом за нею лягли на плечі Анни і Тесси.
Лілі Джонс (яп. リリー・ジョーンズ, Рірі Дзьо:нсу)
Вихованка сиротинця. 5 років. У неї гарне каштанове волосся. Пані Спенсер удочерила її, після чого вона поїхала на Острів Принца Едварда разом з Анною і своєї нової мамою. Вона також з'явилася в аніме «Анна з Зелених Дахів».

## Список серії
1. Рудоволоса Анна
2. Ім'я Анна
3. Маленький жовтий будиночок
4. Золотий джерело
5. Кохання Елізи
6. Народження надії
7. Зимовий вітер і троянди
8. Перевірка минулого
9. У Мерісвілл
10. Загадковий продавець яєць
11. Зимовий соняшник
12. Перша школа
13. Подруга Седі
14. Мрія Рендольфа
15. Підемо на пікнік!
16. Більше книг!
17. Наша сцена
18. Там, де кохання
19. Сумне чаювання
20. Небезпечна пастка
21. Прощальний сніг
22. Дивовижний гість
23. Маленьке життя
24. Різдвяна магія
25. Холодніше, ніж сніг
26. Прощавай, будинок Томасів
27. По той бік пагорба
28. Одна в класі
29. Секрет пані Хагерті
30. Вітер спогадів
31. Остання надія
32. Найгірший початок
33. Жахлива ніч
34. У далеке місто
35. Сльози Тесси
36. Лист надії
37. Сонячні обійми
38. Вранці, де розквітають квіти
39. На Острів Принца Едуарда